# Oxfam

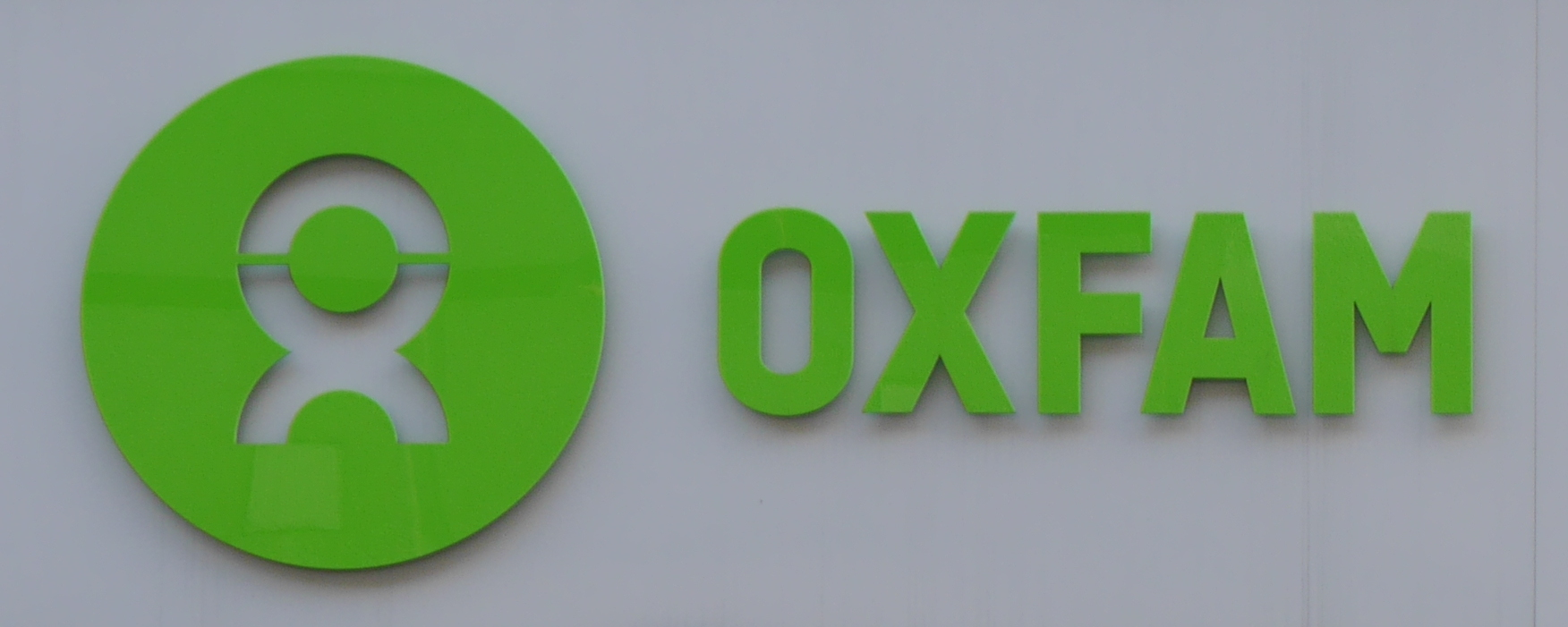

Oxfam – międzynarodowa organizacja humanitarna, zajmującą się walką z głodem na świecie i pomocą w krajach rozwijających się. W roku 2017 w skład konfederacji wchodziło 20 organizacji. 
Oxfam został założony w 1942 roku w Wielkiej Brytanii jako Oxford Committee for Famine Relief. Wtedy zadaniem tej organizacji była pomoc żywnościowa Grecji, będącej wówczas pod okupacją hitlerowską. Pierwsza gałąź Oxfamu poza Wielką Brytanią powstała w Kanadzie w 1963 roku. W 1965 roku organizacja zmieniła nazwę na identyczną z jej telegraficznym adresem OXFAMs.
Organizacja prowadzi m.in. kampanię Make Trade Fair mającą na celu promowanie tzw. Sprawiedliwego Handlu.
W maju 2009 ruszył zorganizowany przez Oxfam i YouTube konkurs na krótki film dotyczący Konferencji Zmian Klimatycznych w Kopenhadze.